# Achelóos (mytologie)
Achelóos (latinsky Achelous) je v řecké mytologii bůh největší řeky v řecké Aitolii. Zároveň je to i jméno té řeky.
Jeho původ je nejasný - podle jedné verze jsou jeho rodiči Titáni Ókeanos a Téthys, podle jiné však bůh slunce Hélios a bohyně země Gaia.
Proslavil se hlavně tím, že bojoval s hrdinou Héraklem o krásnou Déianeiru, dceru kalydónského krále Oinea. V souboji se změnil v hada a Héraklés ho téměř zardousil. Proměnil se v býka a Héraklés mu v souboji ulomil jeden roh, který pak bohyně Néreovny naplnily různými plody a jako „roh hojnosti“ ho daroval nejvyššímu bohu Diovi. Tak byl Achelóos i přes své „chameleonské“ schopnosti velkým hrdinou přemožen.